# Don Balón
Don Balón is een Spaanse sporttijdschrift dat gespecialiseerd is in Spaans en internationaal voetbal. Het wordt sinds 7 oktober 1975 uitgegeven in het Castiliaans door Editorial Don Balón SA uit Barcelona en wereldwijd verkocht. Don Balón is lid van European Sports Magazines, een vereniging waarvan ook onder andere het Nederlandse Voetbal International en het Italiaanse La Gazzetta dello Sport lid zijn.

## Premio Don Balón
Sinds 1976 reikt Don Balón jaarlijks de Premio Don Balón (Don Balón-prijs) uit aan de beste Spaans voetballer, de beste buitenlandse voetballer, de beste jonge speler, de beste trainer en de beste scheidsrechter in de Primera División. Vier Nederlanders wonnen de Premio Don Balón: Johan Neeskens (1976 als speler), Johan Cruijff (1977 en 1978 als speler, 1991 en 1992 als trainer), Leo Beenhakker (1988 als trainer) en Frank Rijkaard (2005 en 2006 als trainer).